# Delta Profronde 2001
La Delta Profronde 2001, quarantunesima edizione della corsa, si svolse il 8 settembre su un percorso di 204 km, con partenza a Middelburg e arrivo a Goes. Fu vinta dal belga Niko Eeckhout della squadra Lotto-Adecco davanti al suo connazionale Geert Omloop e all'olandese Servais Knaven.

## Ordine d'arrivo (Top 10)
| Pos. | Corridore         | Squadra           | Tempo    |
| ---- | ----------------- | ----------------- | -------- |
| 1    | Niko Eeckhout     | Lotto-Adecco      | 4h28'56" |
| 2    | Geert Omloop      | Collstrop-Palmans | a 14"    |
| 3    | Servais Knaven    | Domo-Farm Frites  | a 1'06"  |
| 4    | Arvis Piziks      | CSC-World Online  | a 1'39"  |
| 5    | Hendrik Van Dyck  | Lotto-Adecco      | s.t.     |
| 6    | Jeremy Hunt       | Big Mat-Auber 93  | a 1'44"  |
| 7    | Peter Van Petegem | Mercury           | s.t.     |
| 8    | Jeroen Blijlevens | Lotto-Adecco      | s.t.     |
| 9    | Gerben Löwik      | Rabobank          | s.t.     |
| 10   | Aart Vierhouten   | Rabobank          | s.t.     |